# Phubia
A Phubia (laóul: ພູ ເບຍ; Hegyen Sörrel) Laosz legmagasabb pontja az ország északi részén, Sziangkhuang tartományban. A Vietnami-hegységből emelkedik 2820 méter magasra, míg körülötte a Phuan-fennsík terül el.